# رود آریگین
رود آریگین (به لاتین: Arigiin River) یک رود و جویبار در مغولستان است که در استان خووسگول واقع شده‌است.